# مداد (هندسه)
در هندسه تصویری، مداد (انگلیسی: Pencil) خانواده‌ای از اشیاء هندسی با یک ویژگی مشترک است. مثلاً مجموعه‌ای خطوطی که از یک نقطهٔ خاص بر یک صفحهٔ تصویری می‌گذرند یک مداد است.
در هندسه آفین، توازی مجموعه‌ای از خطوط موازی تشکلی یک مداد خطوط موازی را می‌دهند.
به‌طورکلی، مداد حالت خاصی از «سیستم خطی مقسوم‌علیه‌ها» است که در آن پارامتر «فضا» یک خط تصویری است. منحنی‌های معمول در صفحهٔ تصویری به شکل

{\displaystyle \lambda C+\mu C'=0\,}
نوشته می‌شوند که در آن C = ۰و C′ = ۰ منحنی‌های صفحه اند.